# Han Fortmann
Henricus Martinus Maria (Han) Fortmann (Amersfoort, 15 juni 1912 - Nijmegen, 4 april 1970) was een Nederlands hoogleraar in de cultuur- en godsdienstpsychologie en rooms-katholiek priester.
Fortmann benaderde in zijn werk allerlei aspecten van de religie, inclusief het katholicisme, vanuit een psychologische invalshoek. Hij vroeg aandacht voor het belang van de religieuze ervaring en toonde aan dat de religieuze ervaring geen projectie is, maar voortkomt uit de ervaring van de "fundamentele geheimzinnigheid" en insufficiëntie van de dingen.
Han Fortmann (H.M.M.) wordt nogal eens verward met zijn oudere broer, de rooms-katholiek priester en theoloog Herman Fortmann (initialen: H.J.H.M).  

## Biografie
Han Fortmann werd op 15 juni 1912 geboren te Amersfoort. Na zijn middelbare schoolopleiding studeerde hij filosofie en theologie aan het grootseminarie Rijsenburg. In 1936 werd hij tot priester gewijd. In 1943 studeerde hij af in de psychologie aan de Katholieke Universiteit Nijmegen (de latere Radboud Universiteit).
Na zijn afstuderen was hij enkele jaren kapelaan te Leeuwarden. In 1945 promoveerde hij op het proefschrift "Aandachtig bidden". In 1947 werd hij hoofdredacteur en redactiesecretaris van het maandblad Dux, het tijdschrift van de Katholieke Jeugdraad. Tussen 1947 en 1957 gaf hij godsdienstles op de meisjeskostschool van de zusters van Onze Lieve Vrouwe ter Eem te Amersfoort. Hij verbleef hier ook. Fortmann was staflid van de Katholieke Centrale Vereniging voor Geestelijke Volksgezondheid (KCV). In 1957 werd hij buitengewoon hoogleraar aan de Radboud Universiteit in de "Psychologie der cultuur met bijzondere inachtneming van de godsdienstpsychologie". Dit buitengewoon hoogleraarschap is in 1959 omgezet in een gewoon hoogleraarschap. Hij heeft dit hoogleraarschap vervuld tot zijn overlijden op 4 april 1970 te Nijmegen.

## Belangrijkste werken

### Wetenschappelijke werken
- Aandachtig bidden: een psychologische studie over de eigenschappen, de mogelijkheden en de grenzen der gebedsconcentratie (proefschrift; 1945).
- Jeugd in gebed: verslag van een rondvraag over de aandacht en verstrooiing tijdens het gebed (1946).
- Als ziende de Onzienlijke: een cultuurpsychologische studie over de religieuze waarneming en de zogenaamde religieuze projectie. (4 delen; uitgebracht tussen 1964 en 1968.[3] Deel 1: Freud, Marx, Jung-referaat; deel 2: kritiek op de grondbegrippen; deel 3a: geloof en ervaring; deel 3b: religie en geestelijke gezondheid).
- Inleiding tot de cultuurpsychologie (1971). Dit is de laatste publicatie van Han Fortmann. Bij zijn dood was het manuscript nog niet voor uitgave gereed. Zijn naaste medewerkers hebben de tekst, met slechts enkele kleine veranderingen, voor publicatie gereed gemaakt.

### Artikelen
Naast deze wetenschappelijke publicaties heeft Fortmann meer dan 200 artikelen geschreven, verschenen in allerlei tijdschriften, periodieken en gelegenheidsuitgaven. Een aantal van deze artikelen is opnieuw uitgegeven in de volgende publicaties:
- Werkelijkheid en waarde (1961). Deze bundel bevat twaalf artikelen die tussen 1950 en 1960 in het maandblad Dux zijn verschenen. De artikelen behandelen godsdienst pedagogische onderwerpen, zoals godsdienstonderwijs, gewetens- en wilsvorming  en de seksualiteitsbeleving.
- Hoogtijd: gedachten over feesten en vasten (1966). Dit is een bundeling van een aantal krantenartikelen over de kerkelijke feestdagen. De meeste artikelen zijn verschenen in de Volkskrant.
- Hindoes en Boeddhisten: Dagboekaantekeningen en reisbrieven (1968). Dit boek is de neerslag van drie reizen die de auteur tussen 1965 en 1968 heeft gemaakt naar Thailand, Ceylon en India. Het tweede deel van dit boek bevat artikelen die eerder in de Volkskrant zijn verschenen.
- Oosterse Renaissance: kritische reflecties op de cultuur van nu (1970). Dit boekje bevat zes niet uitgezonden voordrachten voor de KRO-radio. Het "Naschrift" (Het heldere licht) schreef de auteur in het ziekenhuis, toen hij wist dat hij sterven ging.
- Heel de mens: reflecties over de menselijke mogelijkheden (1972). Dit boek bevat drieëntwintig artikelen en voordrachten over uiteenlopende onderwerpen: onder meer de rol van de man en de vrouw, de eerste maanlanding, de waarde van symbolen, de verhouding tussen het geloof en geestelijke gezondheid.
- Symbool en werkelijkheid: essays over religie en cultuur 1962 -1970 (1990). Dit boek bevat een aantal artikelen die inzicht geven in de positie die Fortmann heeft ingenomen in de discussies die binnen de katholieke kerk van Nederland in de jaren zestig van de twintigste eeuw speelden.

### Brochures
In de brochurereeks van de Katholieke Centrale Vereniging voor Geestelijke Volksgezondheid (KCV) zijn de volgende publicaties verschenen, met Fortmann als enige auteur:
- Een nieuwe opdracht: poging tot historische plaatsbepaling en tot taakomschrijving van de geestelijke gezondheidszorg in het bijzonder voor het katholieke volksdeel in ons land (1955).
- Aan de mens nabij: over de taak van de godsdienstpsychologie en haar reden van bestaan (1957). De inaugurele rede bij aanvaarding van het buitengewoon hoogleraarschap.
- Opdat zij gezond zijn in het geloof: variaties op het thema: geesteshygiëne en katholicisme (1958).
- Wat is er met de mens gebeurd? Over de taak van een vergelijkende cultuurpsychologie (1959; herdrukt in 1970).  Dit is de niet uitgesproken inaugurele rede bij aanvaarding van het gewoon hoogleraarschap.

## Enkele thema's
Geloof en projectie
In de eerste twee delen van "Als ziende de Onzienlijke" gaat Fortmann in op de mening van onder meer Sigmund Freud dat religie een menselijke projectie is die voortkomt uit de kinderlijke behoefte aan afhankelijkheid. Het begrip "projectie" suggereert een scheiding tussen subject en object: processen in de mens worden naar buiten geworpen. Maar met een verwijzing naar inzichten uit de fenomenologie betoogt Fortmann dat er geen geïsoleerd innerlijk bestaat en dat de waarneming altijd een zijn-bij en deel-hebben aan de wereld is. Hij werkt dit uit aan de hand van de zo genaamde primitieve waarneming, zoals onder meer beschreven door Lévy-Bruhl,  waarin het uitdrukkingskarakter van de dingen sterk wordt ervaren.
Symbool en werkelijkheid
Een symbool is volgens Fortmann altijd veel-zinnig en duidt op iets dat onbekend is. Het transcendente krijgt in het symbool gestalte. Voor een beter begrip van het symbool grijpt Fortmann terug op de primitieve culturen. In de beleving van de primitieve volken zijn symbolen, zoals aanwezig in religieuze riten en mythen, een herhaling van heilige gebeurtenissen uit de oertijd, die weer tegenwoordig worden gesteld. Het symbool is dan ook niet alléén maar een teken (en dus geen werkelijkheid); het is de werkelijkheid. Het verleden werkt in het symbool. De beleving die de primitieve volken van het symbool hebben, is een algemeen menselijke mogelijkheid, die bij de moderne mens is geatrofieerd, maar wezenlijk is voor de religieuze beleving. Deze beleving kan, aldus Fortmann, herleven als wordt erkend dat het rationele distantiërende bewustzijn slechts een van onze mogelijkheden is. Geïnspireerd door Carl Gustav Jung wijst Fortmann op de geneeskracht van het symbool. De geneeskrachtige werking van de sacramenten kan worden begrepen vanuit de kracht van het symbool.
De autonomie van de wereld en de mens
Aan de hand van het werk van onder meer Rudolf Bultmann en Dietrich Bonhoeffer  stelt Fortmann de problematiek aan de orde van de autonomie van de wereld en de mens ten opzichte van God. Door de toegenomen wetenschappelijke kennis is het voor de moderne mens onmogelijk geworden om God nog te beschouwen als een aanvulling op onze empirische kennis. De dingen gaan hun gang, de keten van oorzaak  gevolg is bekend. God vult de gaten in onze kennis niet meer op. Wat is dan nog de plaats voor God?  Fortmann antwoordt: het goddelijke kan worden waargenomen als aanwezig-afwezig. De zichtbare wereld verwijst naar een andere werkelijkheid. "De Godheid wordt niet gezien, maar de dingen spreken van Hem in hun onvoltooidheid". Om dit te zien is een andere kenhouding nodig dan de louter objectiverende houding van de wetenschap: het vraagt openheid voor de betekenis die de wereld hier en nu voor mij heeft, dit is kennis in de eerste persoon. De gelovige leest de dingen en de gebeurtenissen op twee niveaus: dat van de neutrale feitelijkheden en dat van de concrete en laatste betekenissen.
Geloof en geestelijke gezondheid
Fortmann omschrijft geestelijke gezondheid met onder meer de volgende algemeen menselijke termen: het vermogen zichzelf te ontplooien, innerlijke eenheid (integratie), een realistische houding tegenover zichzelf, vrijheid, vrede en openheid. Een religie is gezond als zij de geestelijke gezondheid bevordert, of algemener geformuleerd, als zij het leven bevordert. Naar de overtuiging van Fortmann is iedere religie, hoeveel zwakke plekken zij ook vertoont, erop uit het leven te bevorderen. Hij laat zien dat ook het christendom een levensleer bevat die de geestelijke gezondheid bevordert.

## Invloed en betekenis
Het werk van Fortmann dient geplaatst te worden tegen de achtergrond van de Nouvelle Théologie, die vlak na de tweede wereldoorlog in Frankrijk is ontstaan, onder invloed van het existentialisme en het christelijk personalisme. Deze theologische stroming benadert het geloof als een persoonlijke overgave aan God, in plaats van het louter intellectueel aannemen van geloofswaarheden. Door de nadruk te leggen op de persoonlijke en gevoelsmatige aspecten van het geloof  kreeg de godsdienstpsychologie een voorname taak. Fortmann heeft de taak op zich genomen de voorwaarden bloot te leggen waaronder de overgave aan God mogelijk wordt. Zijn hele oeuvre kan worden gezien als "een boeiende dialoog tussen de psycholoog en de theoloog Fortmann". Hij heeft zijn kennis en inzichten verspreid in wetenschappelijke studies, met name "Als ziende de Onzienlijke", maar vooral toegepast in zijn vaak journalistiek geschreven artikelen, brochures en essays. Verder was hij een veel gevraagd spreker op allerlei congressen en een sprankelend debater. De artikelen die hij schreef voor dagblad De Tijd en de Volkskrant hebben hem een onmiskenbare populariteit  gegeven. In deze publicaties, wanneer het wetenschappelijk kader minder nadrukkelijk aanwezig is, is Fortmann als auteur op zijn best. Hij wordt gezien als een van de belangrijke personen in het "aggiornamento" van de Nederlandse katholieken tussen 1950 en 1970.
- Biografisch Portaal: 89008020
- Digitale Bibliotheek voor de Nederlandse Letteren: fort028
- Gemeinsame Normdatei: 135728215
- International Standard Name Identifier: 0000 0001 0981 0235
- Library of Congress Control Number: no2006082156
- Nederlandse Thesaurus van Auteursnamen: 068394594
- Réseau des bibliothèques de Suisse occidentale: 02-A003254497
- Système universitaire de documentation: 244032165
- Virtual International Authority File: 65230099
- WorldCat: E39PBJjd9jbFBmYVXpxkB4mw4q